# Борхи

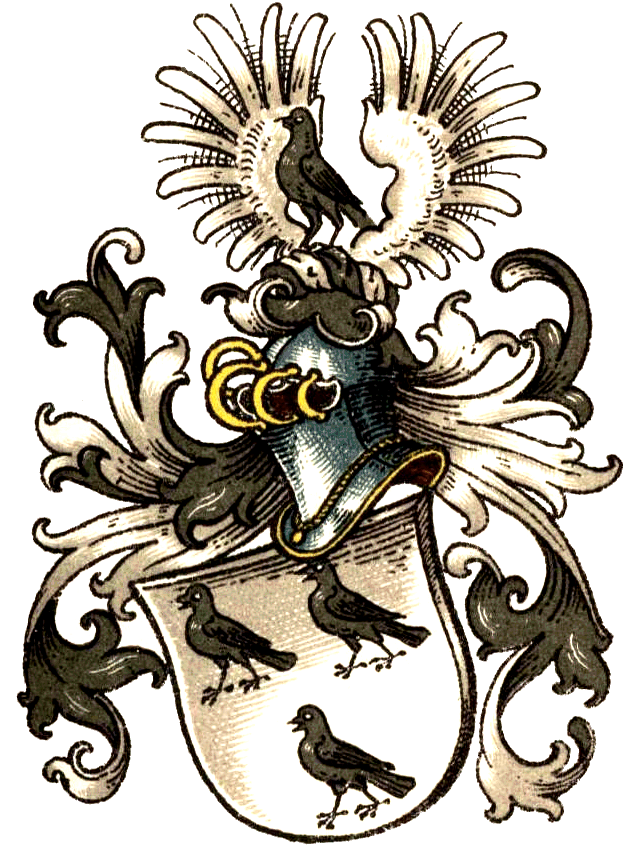
Герб Борхів, «три галки».

Бо́рхи (нім. von der Borch; пол. Borchowie) — німецький шляхетський рід. Походив з Рейнської області. У XV століття його представники згадуються в Лівонії, серед лицарів Лівонського ордену. З 2-ї половини XVI століття до кінця XVIII століття брав активну участь у державно-політичному житті Речі Посполитої. Мав власний герб — Три Галки. 1783 року представники роду отримали титул графів Російської імперії.

## Володіння
- містечко Варкланд в Лівонії (сучасне місто Варакляни в Латвії)

## Представники
- Бернгард фон дер Борх (?—1488) — магістр Лівонського ордену (1471-1483).
- Йоганн-Андреас фон дер Борх  (1713—1780) — великий канцлер коронний (1780).
  - Міхаель-Йоганн фон дер Борх (1751—1810) — син Йоганна; белзький воєвода(1787—1793), граф.

## Споріднені роди
- Богомольці